# Titanoceratops
Titanoceratops là một chi khủng long, được Longrich mô tả khoa học năm 2010.